# Короткий провулок (Київ, Деміївка)
Коро́ткий провулок — зниклий провулок, що існував у Московському, нині Голосіївському районі міста Києва, місцевість Деміївка. Пролягав від проспекту Валерія Лобановського до Деміївської вулиці. 

## Історія
Провулок виник наприкінці XIX століття під назвою Кладовищенський (пролягав до Деміївського кладовища, ліквідованого в 1960-ті[джерело?] роки). Назву Короткий провулок набув 1961 року. 
Ліквідований наприкінці 1970-х років у зв'язку зі зміною забудови й переплануванням місцевості.